# Tongaische Schiffbrüchige auf der Insel ʻAta

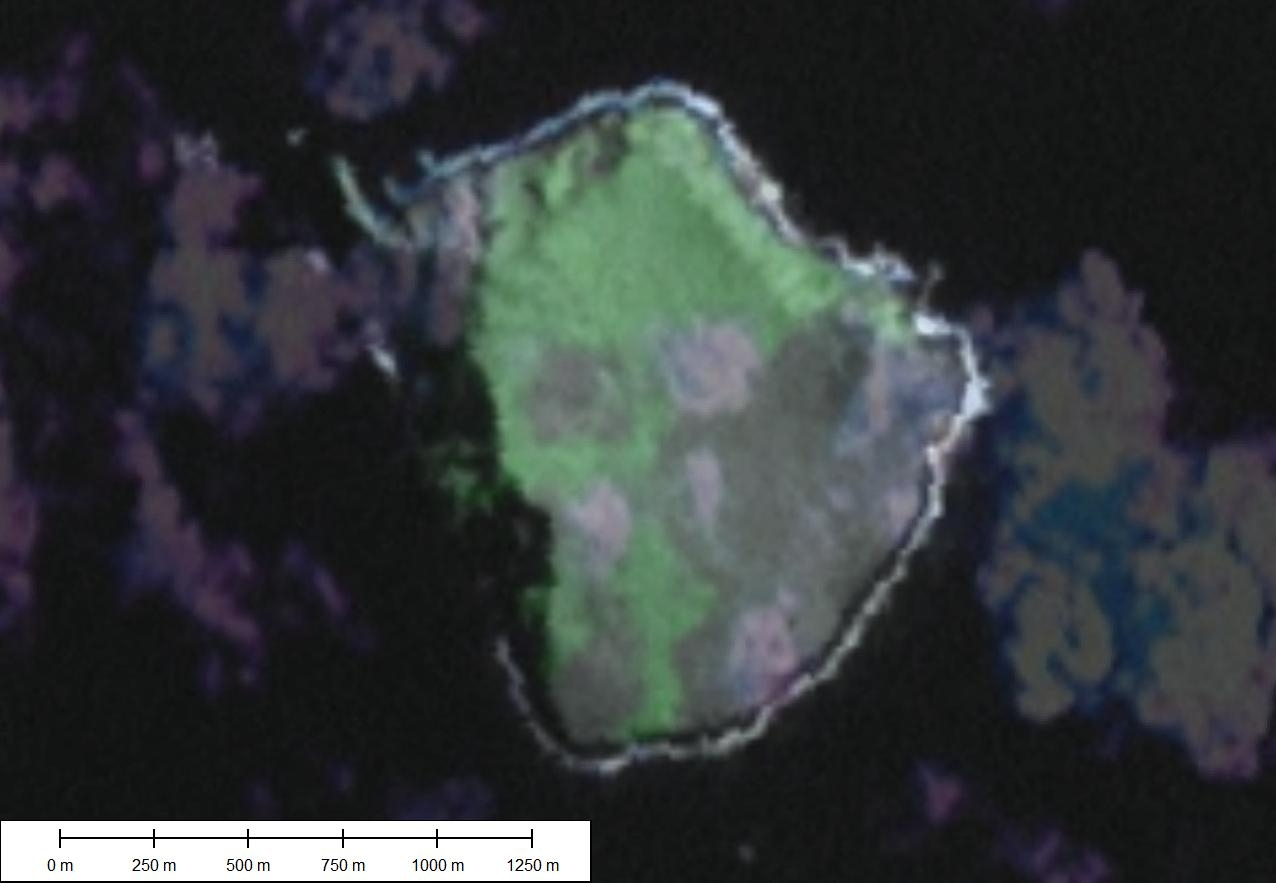
Die Insel ʻAta

Tongaische Schiffbrüchige auf der Insel ʻAta waren sechs Jugendliche aus dem Königreich Tonga, die 1965 nach einem Sturm auf der unbewohnten Insel ʻAta im Pazifik strandeten und dort rund 15 Monate bis zu ihrer Rettung im September 1966 überlebten. Die Jungen – im Alter von etwa 13 bis 19 Jahren – waren von einem Internat in Tonga weggelaufen und mit einem gestohlenen Boot aufgebrochen. Nach ihrem Verschwinden galten sie lange als tot; in ihrer Heimat wurden bereits Trauerfeiern abgehalten. Tatsächlich hatten sie jedoch auf ʻAta eine funktionierende kleine Gemeinschaft aufgebaut und die entbehrungsreiche Zeit gemeinsam unversehrt überstanden. Ihre Geschichte wurde später in Anspielung auf William Goldings Roman Herr der Fliegen häufig als dessen „wahre“ Version rezipiert, allerdings mit dem Unterschied, dass Kooperation und Zusammenhalt ihr Überleben sicherten.

## Flucht und Schiffbruch
Im Juni 1965 beschlossen sechs Internatsschüler aus Tonga, von ihrer Schule St. Andrew’s in Nukuʻalofa (Tongatapu) zu fliehen. Bei den Jugendlichen handelte es sich um Luke Veikoso, Tevita Fatai Latu, Sione Fataua, Tevita Siolaʻa, Kolo Fekitoa und Sione Filipe Totau – alle zwischen 13 und 19 Jahre alt. Sie entwendeten ein etwa 7 Meter langes Segelboot, um zur rund 800 km entfernten Fidschi-Inselgruppe zu segeln. Unmittelbar nach dem Ablegen gerieten sie jedoch in einen schweren Sturm. Dabei gingen Segel und Ruder verloren, und das Boot trieb manövrierunfähig auf die offene See hinaus. Die Jugendlichen überlebten acht Tage lang auf dem Meer, indem sie Regenwasser tranken und rohen Fisch aßen. Schließlich erreichten sie die verlassene Insel ʻAta, etwa 160 km südlich von Tongatapu gelegen.

## Leben auf der Insel
Die Jugendlichen organisierten sich in kleinen Gruppen und teilten Aufgaben wie Gartenarbeit, Kochen und Wachdienst. Sie errichteten eine einfache Unterkunft, sammelten Regenwasser und ernährten sich von Seevögeln, wilden Bananen, Taro und verwilderten Hühnern. Einer der Jungen entzündete durch Reibung ein Feuer, das sie über ein Jahr lang in Gang hielten.
Etwa drei Monate nach ihrer Ankunft entdeckten sie die überwucherten Überreste der früheren Siedlung Kolomaile im Vulkankrater der Insel. Dort fanden sie besseres Baumaterial und zusätzliche Nahrung.

## Rettung
Am 11. September 1966 wurde das australische Fischerboot Just David unter Kapitän Peter Warner auf die Insel aufmerksam, nachdem Rauchspuren gesichtet worden waren. Warner entdeckte die Jungen durch ein Fernglas, und einer von ihnen schwamm zum Boot, um ihre Identität zu erklären.
Nach einem Funkruf wurde bestätigt, dass die Jungen als vermisst und für tot gehalten worden waren. Ihre Rettung wurde in Tonga als Wunder gefeiert.

## Nachwirkungen
Die Jungen waren gesundheitlich weitgehend unversehrt. Warner erhielt eine königliche Genehmigung zum Hummerfang in tongaischen Gewässern. Später stellte sich heraus, dass der Besitzer des gestohlenen Boots Anzeige erstattet hatte. Warner kaufte mit 150 Pfund aus dem Verkauf der Filmrechte die Anzeige zurück.
Channel 7 in Australien verfilmte die Geschichte unter dem Titel The Castaways mit den Überlebenden selbst. Der Film wurde 1966 ausgestrahlt und ist heute online verfügbar.

## Spätere Darstellungen
2015 verbrachte der spanische Entdecker Álvaro Cerezo mit Kolo Fekitoa, einem der Überlebenden, zehn Tage auf ʻAta. Daraus entstanden eine Dokumentation sowie ein Buchprojekt über die Erfahrungen.
2020 schrieb der Historiker Rutger Bregman in seinem Buch Im Grunde gut. Eine neue Geschichte der Menschheit über die Erlebnisse der Jugendlichen als Beispiel für menschliche Kooperation – als Gegensatz zum Roman Herr der Fliegen von William Golding. Da jener aber schon 1954 erschien, ist er keine literarische Umsetzung des Vorfalls, sondern ein vom Autor vermutetes Hervorbrechen der dunkeln Seiten der menschlichen Natur, so dass die Kinder zu Gewalt neigen und sich teilweise gegenseitig umbringen. Die reale Geschichte von Tonga steht dem mit dem Happy End diametral entgegen und wurde daher von Autoren wie Bregman als Beleg für Kooperation und soziale Ordnung unter Jugendlichen gedeutet.